# Haim
Haim (spreek uit: "haaim") is een Amerikaanse indiepop/rockband uit Los Angeles, gevormd door de zussen Este, Danielle en Alana Haim in 2006. Debuutalbum Days Are Gone verscheen op 27 september 2013 en bevat onder meer de singles Forever, Falling, The Wire en Don't save me, waarmee de band internationaal bekend wordt. In 2017 verscheen hun tweede album Something to Tell You. In Juni 2020 verscheen Women in Music Pt. III.

## Hitnoteringen

### Singles
| Single met eventuele hitnotering(en) in de Nederlandse Top 40 | Datum van verschijnen | Datum van binnenkomst | Hoogste positie | Aantal weken | Opmerkingen                                                                            |
| ------------------------------------------------------------- | --------------------- | --------------------- | --------------- | ------------ | -------------------------------------------------------------------------------------- |
| Meltdown                                                      | 17-11-2014            | 29-11-2014            | tip12           | -            | Soundtrack The Hunger Games: Mockingjay - Part 1 / met Stromae, Lorde, Pusha T & Q-Tip |
| Pray to God                                                   | 12-02-2015            | 18-04-2015            | 25              | 7            | met Calvin Harris / Nr. 59 in de Single Top 100                                        |

| Single met hitnotering(en) in de Vlaamse Ultratop 50 | Datum van verschijnen | Datum van binnenkomst | Hoogste positie | Aantal weken | Opmerkingen                                                                            |
| ---------------------------------------------------- | --------------------- | --------------------- | --------------- | ------------ | -------------------------------------------------------------------------------------- |
| Forever                                              | 22-10-2012            | 10-11-2012            | tip27           | -            |                                                                                        |
| Don't save me                                        | 28-01-2013            | 23-03-2013            | 28              | 11           |                                                                                        |
| Falling                                              | 29-03-2013            | 22-06-2013            | tip20           | -            |                                                                                        |
| The wire                                             | 19-08-2013            | 31-08-2013            | tip6            | -            |                                                                                        |
| If I could change your mind                          | 31-03-2014            | 19-04-2014            | tip63           | -            |                                                                                        |
| Meltdown                                             | 2014                  | 29-11-2014            | 7               | 12           | Soundtrack The Hunger Games: Mockingjay - Part 1 / met Stromae, Lorde, Pusha T & Q-Tip |
| Pray to god                                          | 2015                  | 21-02-2015            | tip2            | -            | met Calvin Harris                                                                      |
| Want you back                                        | 2017                  | 13-05-2017            | tip2            | -            |                                                                                        |
| Little of your love                                  | 2017                  | 09-09-2017            | tip             | -            |                                                                                        |
| Summer Girl                                          | 2019                  | 10-08-2019            | tip19           | -            |                                                                                        |
| Now I'm in it                                        | 2019                  | 09-11-2019            | tip22           | -            |                                                                                        |
| The steps                                            | 2020                  | 14-03-2020            | tip20           | -            |                                                                                        |
| I know alone                                         | 2020                  | 23-05-2020            | tip             | -            |                                                                                        |
| Don't wanna                                          | 2020                  | 30-05-2020            | tip26           | -            |                                                                                        |
| Gasoline                                             | 2021                  | 27-02-2021            | tip28           | -            | met Taylor Swift                                                                       |